# Chiesa di Sant'Ambrogio vecchio (Cademario)
La chiesa di Sant'Ambrogio vecchio è un edificio religioso romanico che si trova nella località di Cademario, nel Canton Ticino della Svizzera italiana.

## Storia
La chiesa, originariamente parrocchia di Cademario, fu costruita tra l'XI e il XII secolo ed era composta da un'unica aula con abside e orientamento a est. Nel XIII secolo la chiesa subì un ampliamento che comportò anche una trasformazione dell'orientamento: fu aggiunta una seconda navata che le diede una struttura simile a molti altri edifici religiosi del Sopraceneri. Al XIII secolo risale anche l'erezione del campanile. Nel XV secolo la facciata, che oggi si trova nella parte meridionale della chiesa, fu decorata con affreschi oggi conservati solo in parte.
Un'ulteriore modifica radicale avvenne nel XVII secolo, quando con l'aggiunta del coro quadrato in stile barocco l'orientamento della chiesa venne nuovamente modificato, con uno slittamento a nord di 90°. In quella stessa occasione il pavimento della struttura venne innalzato e furono realizzate le volte.
Negli anni successivi, tuttavia, la chiesa fu sostanzialmente dismessa. Il recupero, orientato però verso il ripristino delle strutture tardomedievali, arrivò fra gli anni cinquanta del XX secolo e l'inizio del XXI: ad iniziare le opere fu Ferdinando Reggiori, che fra la metà del secolo e il 1968 iniziò la chiusura del coro, aprì l'abside, realizzò un soffitto in legno e ripristinò le antiche arcate che dividevano la chiesa. A completare il restauro, fra il 1998 e il 2004, furono Tita Carloni e Jacopo Gilardi, che ripristinarono il livello del pavimento precedente alla modifica secentesca, completarono la copertura avviata da Reggiori e chiusero del tutto il coro. Le opere, tuttavia, mirarono a preservare comunque le strutture, anche successivamente aggiunte alla chiesa.

## Descrizione

### Esterni
La facciata ovest è quella che più delle altre mostra la stratificazione dei successivi rimaneggiamenti subiti dalla chiesa nel corso dei secoli: qui è possibile osservare una porzione dei tetti a falde che coprivano le due navate della chiesa nel XIII secolo. Al suo fianco sorge il campanile, anch'esso in stile romanico, dotato di una superficie grezza nella quale si aprono monofore sia singole che accoppiate.
La facciata nord, invece, mostra l'abside semicircolare, scandita da tre arcate cieche, ciascuna delle quali ospita una monofora. Gli affreschi sul versante opposto, conservati solo in parte, rappresentano infine San Cristoforo e Sant'Ambrogio.

### Interni
Molto interessanti gli affreschi realizzati nel tardo XII secolo o alla prima metà di quello successivo sull'abside: ispirati alle pitture coeve lombarde o catalane, rappresentano Cristo in Maestà coi simboli dei quattro Evangelisti, La teoria degli apostoli con la Vergine e Sant'Ambrogio e due angeli. Fra il primo, che si trova nella fascia alta, e gli altri affreschi, posizionati più in basso, si trova un nastro pieghettato dipinto in prospettiva, mentre nella fascia bassa trova posto anche una decorazione a tappezzeria ora notevolmente danneggiata. Sull'arco trionfale, invece, si trova un'Annunciazione affiancata da un medaglione, anch'esso danneggiato nel quale alcune palme cerchiate e foglie di loto attorniano un Agnello di Dio.
Di epoca successiva sono invece le decorazioni della parte meridionale della chiesa, caratterizzata per lo più da affreschi del XV secolo in stile tardogotico: una Crocifissione, un Martirio di San Bartolomeo, Sant'Ambrogio e due santi, L'inferno, una Madonna e un Giudizio Universale molto mal conservato decorano le pareti dell'aula, mentre sul piedritto che si trova nella parte orientale dell'arco gotico vi è la rappresentazione della Madonna con San Giovanni Battista e un santo vescovo. Interessanti anche la decorazione a dadi sullo zoccolo e i tre affreschi, che raffigurano la Santissima Trinità, Sant'Agata e un soggetto ignoto (forse un apostolo) sull'arcata di mezzo. Decisamente posteriore, infine, la pala d'altare, sulla quale nel XVII secolo fu rappresentato Sant'Ambrogio.

## Galleria d'immagini

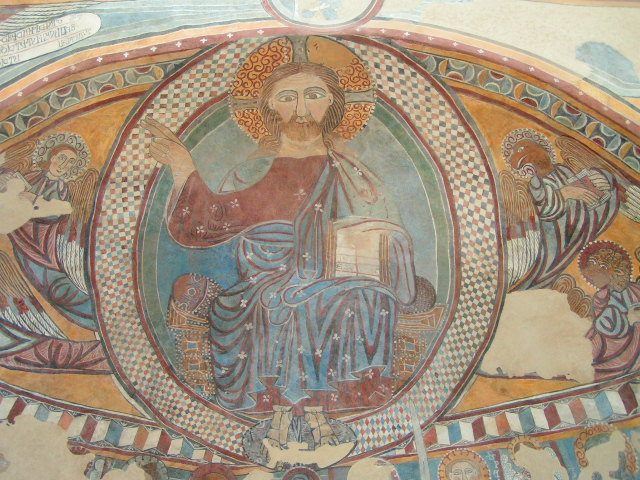
Affreschi del XII-XIII secolo, abside
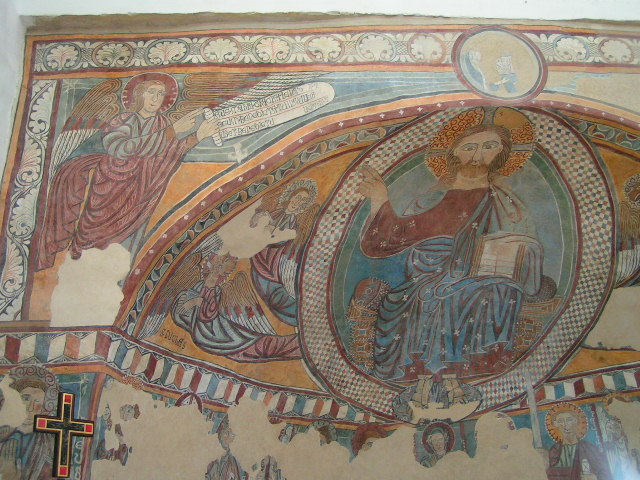
Affreschi del XII-XII secolo, abside
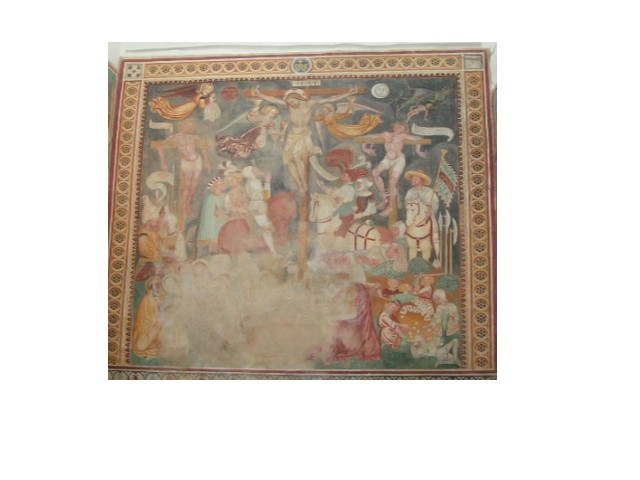
Affreschi del XIV secolo, parete sud
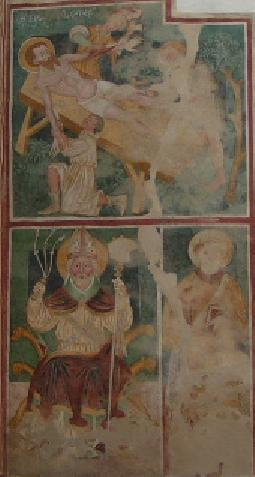
Affreschi del XIV secolo, parete sud